# Percezione del rischio di mercato
La percezione del rischio di mercato è la percezione, fondata o infondata, che hanno gli investitori sull'andamento futuro dei mercati.
Quando si verifica una crisi finanziaria, aumenta l'incertezza che, a sua volta, genera emotività e quindi comportamenti irrazionali.
L'esperienza mostra che, nelle fasi di caduta delle quotazioni di mercato, l'incertezza si traduce anche in oscillazioni giornaliere più ampie delle quotazioni dei titoli. L'ampiezza di queste oscillazioni è la volatilità e rappresenta la più comune misura del rischio di mercato. 
Quando prevalgono le vendite il rischio percepito dagli investitori è alto e, viceversa, quando prevalgono gli acquisti il rischio percepito è basso. Infatti, al contrario di quanto avviene in fasi di crisi, nelle bolle finanziarie la volatilità appare molto bassa. La spiegazione è che, quando le quotazioni di un mercato crescono oltre ogni ragionevole misura, è perché tutti si sentono sicuri e fanno la stessa cosa: comprano (e comprando alimentano la bolla, dando origine a valutazioni non giustificabili sotto il profilo economico-finanziario).
La percezione del rischio da parte degli operatori, è diversa nelle fasi di salita dei mercati rispetto alle fasi di discesa o di crollo dei mercati. Nelle fasi di crescita la volatilità infatti diminuisce e in quelle di discesa sale.